# Antoni Józef Kwiatkowski
Antoni Józef Kwiatkowski (ur. 8 marca 1861 w Warszawie, zm. 8 lipca 1926 w Bychawie) – ksiądz, kanonik honorowy, społecznik, z powodu sympatyzowania z zaraniarzami i ruchem ludowym nazywano go wywrotowym kapłanem polskim.

## Życiorys

### Narodziny i młodość
Antoni Józef Kwiatkowski urodził się 8 marca 1861 w Warszawie jako siódme dziecko małżeństwa Antoniego i Ewy z Wieczorkiewiczów. Jako dziecko uczył się do zawodu ślusarza i zdobył takie kwalifikacje. Gdy ukończył IV klasę gimnazjum w Płocku podjął pracę w drukarni jako zecer.

### Droga kapłańska
Będąc młodym człowiekiem wstąpił do Seminarium Duchownego w Lublinie. Święcenia kapłańskie otrzymał w 1890 r. a po nich rozpoczął pracę wikariusza w Parafii pw. św. Pawła w Lublinie oraz pełnił funkcję kapelana szpitala św. Wincentego przy ul. Poczętkowskiej (obecnie ul. Staszica) w Lublinie. Po pół roku owocnej pracy został przeniesiony do Zamościa. Usatysfakcjonowany był pracą tamtejszą z młodzieżą. Tam zaczął uprawiać publicystykę katolicką poprzez redagowanie i wydawanie książeczek oraz broszur W tamtych rejonach właścicieli ziemskich Ordynacji Zamojskiej spotkał się z ogromną krytyką za wyrażanie swoich poglądów prodemokratycznych oraz zarzucono mu radykalizm społeczny. W latach 1894–1899 został proboszczem w Hrubieszowie w ówczesnej guberni lubelskiej co oznaczało szykanowanie z duchowieństwa katolickiego i wiernych oraz zmuszanie siłą do przejścia na prawosławie. Surowo upomniał wikariusza, który ulegle podporządkował się nakazowi posługiwania się językiem rosyjskim na lekcjach religii. Udzielał sakramentów unitom, mimo zlikwidowania Unii w 1875. Za niepodporządkowanie się do zasad i polityki prowadzonych przez zaborcę, został usunięty z Hrubieszowa. Groziła mu również deportacja w głąb Rosji, jednak wstawiennictwo biskupa Franciszka Jaczewskiego pomogło w uniknięciu tej kary. Kolejną parafią był Czerniejów. Tam pogorszyła mu się sytuacja materialna przez co nie mógł wydać napisanej przez siebie broszury „O pieniądzach”.
We wrześniu 1900 przyjechał do Bychawy. Tam zastał miasteczko oraz okoliczne wsie bardzo biedne przez co był odczuwalny niski poziom życia mieszkańców. Ksiądz Kwiatkowski widząc taki widok postanowił podjąć misję ku stopniowej odbudowie zastanej "ruiny".

### Działalność społeczna
Mimo początkowej niechęci ludzi wobec osoby ks. Antoniego Kwiatkowskiego z czasem chętnie włączali się w realizacji jego pomysłów mających na celu zwiększenia poziomu życia mieszkańców, aby miasto i okoliczne wsie były bardziej ucywilizowane. Zdobywał poparcie m.in. u szlachty zamieszkujących okolicę. Uczestniczył w zjeździe centralnego Towarzystwa Rolniczego (1912), w czasie którego jego prelekcja o handlu zbożem spotkała się z zainteresowaniem Stanisława Wojciechowskiego, późniejszego prezydenta RP. Obaj panowie, delegowani przez Towarzystwo, reprezentowali je w Moskwie. Redagował i wydawał tygodniki społeczno-religijne, w latach 1908–1924 „Nowa Jutrzenka”, a od roku 1925 aż do śmierci „Orła Białego”. W 1921 r. otrzymał przyznaną mu przez biskupa lubelskiego Mariana Fulmana godność kanonika honorowego.
| rok/lata  | inicjatywy oraz inspiracje zapoczątkowane przez ks. Antoniego Kwiatkowskiego |
| --------- | ---------------------------------------------------------------------------- |
| 1902      | wybudowanie nowej parterowej plebanii                                        |
| 1906      | założenie Bychawskiego Towarzystwa Oszczędnościowo-Kredytowego               |
| 1906      | powstanie Stowarzyszenia Spożywców „Jedność”                                 |
| 1906      | powstanie kapeli ludowej                                                     |
| 1906      | założenie pierwszego kółka rolniczego                                        |
| 1906      | powstanie ochotniczej straży ogniowej                                        |
| 1908      | utworzenie Bychawskiego Towarzystwa Ratowania Chorych „Samarytanin”          |
| 1909      | zakończenie budowy pierwszego poza Lublinem szpitala „Samarytanin”           |
| 1913      | powstanie budynku banku spółdzielczego                                       |
| 1913      | wybudowanie domu ludowego (ośrodek oświatowo-kulturalnego)                   |
| 1914      | Dobudowanie piętra plebanii                                                  |
| 1915      | powstanie budynku „Jedność”                                                  |
| 1915      | otwarcie łaźni publicznej                                                    |
| 1917      | założenie stowarzyszenia oświatowego „Samopomoc”                             |
| 1917      | powstanie szkoły handlowej                                                   |
| 1917      | powstanie Towarzystwa Popierania Handlu Polskiego                            |
| 1919      | założenie Towarzystwa Muzycznego                                             |
| 1920 (?)  | powołanie organizacji harcerskiej                                            |
| 1922      | powstanie Związku Mieszczan Polskich                                         |
| 1925      | założenie Koła Polskiej Macierzy Szkolnej i prowadzonej przez nią biblioteki |
| 1923–1926 | budowa 7-klasowej Szkoły Powszechnej                                         |

### Śmierć
Po 10-dniowych dolegliwościach serca zmarł  8 lipca 1926 r. o godz. 14:00 dożywszy 65 lat. Ciało spoczęło na cmentarzu parafialnym w Bychawie.

### Niezrealizowane plany
Jednym z planów było połączenia kolei wąskotorowej  między Bychawą a Lublinem. Nie dożył również otwarcia szkoły powszechnej, którą zainicjował.

## Ordery i odznaczenia
7 listopada 1925 nadano mu Krzyż Kawalerski Orderu Odrodzenia Polski. Wojewoda lubelski Stanisław Moskalewski złożył order na trumnie podczas uroczystości pogrzebowych.

## Upamiętnienie
Ks. kan. Antoni Kwiatkowski zapisał swoją pełną poświęcenia pracę społeczną jedną z najpiękniejszych kart w przeszłości Ziemi Lubelskiej, a w historii Kościoła Lubelskiego stanął wszędzie obok szlachetnych księży patriotów-społeczników, dających czynem świadectwo swojej wiary i służby ludziom.
- Jest patronem Zespołu Szkół w Bychawie (gimnazjum i licem), a także w tej szkole jest mu poświęcona sala pamięci[3].
- Jedna z ulic w Bychawie jest nazwana jego imieniem.

- Co roku w okolicach 8 lipca odbywa się wydarzenie kulturalne „Bene Meritus” mający na celu przypominać kolejnemu pokoleniu o tej szlachetnej osobie[5]

- W Bychawie poświęcone mu są tablice pamiątkowe (przy Urzędzie Miejskim, w budynku starego szpitala oraz przy Zespole Szkół im. ks. Antoniemu Kwiatkowskiemu).